# Симпсон, Лорна
Ло́рна Си́мпсон (англ. Lorna Simpson; род. 13 августа 1960, Нью-Йорк, США) — американский фотограф и мультимедийная художница, получившая известность в 1980—1990-е годы благодаря таким произведениям, как Guarded Conditions (1989) и Square Deal (1990). Работы Симпсон экспонировались на многих выставках как национального, так международного уровня. Наиболее известные формы, используемые художницей, — фототекстовые инсталляции, фотоколлажи и фильмы.

## Ранние годы
Лорна Симпсон родилась 13 августа 1960 года в Бруклине (Нью-Йорк). Отец Лорны, имевший ямайско-кубинское происхождение, и мать-афроамериканка переехали в город со Среднего Запада. В Нью-Йорке будущая художница постоянно посещала театры, музеи, концерты и танцевальные шоу. Симпсон училась в Старшей школе искусств и дизайна, летом посещала курсы в Чикагском институте искусств, когда гостила у бабушки.
Художественное образование получила в Школе изобразительных искусств в Нью-Йорке, которую окончила со степенью бакалавра изобразительных искусств по специальности «Фотография» в 1983 году. Стажировку проходила в Студийном музее Гарлема, где познакомилась с творчеством Дэвида Хэммонса, одного из художников этого музея. Получив высшее образование, отправилась в Европу и Африку с целью развития навыков документальной фотографии, в жанре которой выполнены её первые работы. Во время путешествий почувствовала, что должна выйти за пределы фотографии, чтобы привлечь зрителя. Впоследствии работала графическим дизайнером.
Получив степень магистра изобразительных искусств в Калифорнийском университете в Сан-Диего в 1985 году, Симпсон продолжала расширять творческие интересы. Полученные в Сан-Диего знания и навыки лежали где-то между фотографией и концептуальным искусством, её учителями были концептуалист Аллан Капроу, автор перформансов Элеонора Антин, режиссёры Бабетт Мангольт, Жан-Пьер Горен и поэт Дэвид Антин. В это время Симпсон нашла свой характерный стиль — «фото-текст». Она добавляла графический текст к студийным фотографиям, привнося в композицию совершенно новый концептуальный смысл. Эти работы, как правило, были связаны с восприятием афроамериканских женщин в американской культуре.

## Карьера
В течение 1980—1990-х годов Симпсон провела несколько персональных выставках по всем США, её имя стало синонимом фото-текстовых работ. В своих ранних работах она пытается изобразить афроамериканских женщин так, чтобы это не было уничижительным или реальным представлением изображённых женщин. На её творчество оказали влияние такие художники как Дэвид Хэммонс, Адриан Пайпер и Феликс Гонсалес-Торрес, а также писатели Ишмаэль Рид, Лэнгстон Хьюз, Нтозаке Шанге, Элис Уокер и Тони Моррисон. В 1985 году Симпсон была удостоена стипендии Национального фонда искусств, а в 1990 году стала первой афроамериканкой, принявшей участие в Венецианской биеннале. Она также была первой афроамериканкой, которая провела персональную выставку, Projects 23, в Музее современного искусства в Нью-Йорке. В 1990 году у Симпсон прошли выставки в нескольких крупных музеях, включая Денверский художественный музей и Портлендский художественный музей. В то же время её работы были представлены на выставке The Decade Show: Frameworks of Identity in the 1980s, организованной Музеем современного испанского искусства, Новым музеем современного искусства и Студийным музеем Гарлема. Симпсон использовала различные техники, в том числе двухмерную фотографию, шелкографию на больших войлочных панелях, инсталляцию и видео-арт, например, Call Waiting (1997).
В конце 1992 года Симпсон начала постепенно отходить от фигуративизма, её внимание занимали более широкие эстетические вопросы. Она сохраняла интерес к человеческому телу, однако пыталась решить творческие задачи без изображения фигуры. В 1997 году Симпсон получила грант Центра искусств Векснера в Колумбусе, штат Огайо, где выставляла свои работы в области фотографии. К 2000-м годам она начала создавать видеоинсталляции, чтобы избежать творческого кризиса, вызванного ожиданиями зрителей и критиков. В 2001 году Симпсон получила премию Музея американского искусства Уитни, а в 2007 году в том же музее её работы были представлены на ретроспективной выставке, посвящённой 20-летию творчества.

За годы творчества работы Симпсон выставлялись в Музее современного искусства в Нью-Йорке, Новом музее современного искусства, Художественном музее Майами, Центре искусств Уокера, Институте искусств Миннеаполиса и Ирландском музее современного искусства, Музее американского искусства Уитни, Студийном музее Гарлема и на Венецианской биеннале. Её первая европейская ретроспектива открылась в галерее «Жё-де-пом» в Париже в 2013 году, затем побывала в Германии, Англии и Массачусетсе. Работы Симпсон можно найти в галереях Чикаго и Калифорнии, и гораздо реже в галереях Нью-Йорка. Она также стала одной из немногих афроамериканских художников, которые выставлялись в Ямайском центре искусств в Куинсе (Нью-Йорк), а затем в галерее в Сохо. 
 Первые живописные работы Симпсон были представлены широкой публике в 2015 году на 56-й Венецианской биеннале, после чего демонстрировалась в Salon 94 Bowery.
В 2016 году Симпсон создала обложку альбома Black America Again рэпера Common. В том же году ей была посвящена статья в книге In the Company of Women. В выпуске журнала Vogue за 2017 год Симпсон опубликовала серию портретов восемнадцати женщин, представляющих творческие профессии. Среди них были Тересита Фернандес, Хума Баба и Жаклин Вудсон. Впечатлённая их упорством, Симпсон заявила, что «они не принимают ответ „нет“».
В конце 2010-х Лорна Симпсон продолжила расширять границы своего творчества, обратившись к скульптуре. Когда её спрашивали о карьере, она отвечала: «Я всегда делала именно то, что хотела, независимо от того, что ждало впереди. Я просто придерживалась этого принципа и в результате стала счастливее. И я не могу представить себе попытку удовлетворить какого-то определённого зрителя».
С 2009 по 2018 год Симпсон делила четырёхэтажную студию со своим тогдашним мужем Джеймсом Кейсбиром; здание было первым завершённым проектом Дэвида Аджайе в США. В 2014 году она провела три недели в поместье Памелы Джойнер в городе Сонома в штате Калифорния. В 2018 году она переехала в новую студию в районе бывшей Нью-Йоркской военно-морской верфи.
В том же году она ушла из галереи Salon 94, с которой сотрудничала долгое время, в Hauser & Wirth.

## Творчество
Впервые известность Симпсон в 1980-е годы принесли масштабные работы, сочетающие фотографии и текст. Их темой был вызов традиционным представлениям о сексе, идентичности, расе, культуре, истории и памяти. В первую очередь Симпсон стремилась к познанию через творчество индивидуальных идентичностей и их взаимосвязи. Она хорошо известна работами, посвящёнными идентичности чернокожих женщин, хотя также интересуется другими идентичностями, американской идентичностью, универсальными фигурами и универсальностью. Симпсон также придаёт своим работам неоднозначность, оставляя «пробелы и противоречия, так что не все вопросы зрителя получают ответы». Неоднозначность произведений Симпсон часто позволяет зрителям задуматься, погрузиться в произведение и обнаружить серьёзные вопросы, которые поднимает работа. Положительно оценивается концептуальная сложность и социальная точность работ, также как привлечение внимания к политическим вопросам. Симпсон, используя методы концептуализма, исследует, как организовано познание мира человеком. Повторение образов на «минималистских фотографиях» и текста создает «взаимодействие текста и изображений», которое «полагается на повторение, чтобы прояснить разницу, которую имеет расовая принадлежность». Опираясь на эти принципы, художница создала крупномасштабные фотографии, напечатанные на войлоке, которые демонстрировали публичные, но незаметные сексуальные контакты. Симпсон экспериментировала в области видео-арта, в котором её внимание привлекала структурная последовательность. Первой работой стала Call Waiting 1997 года.
В фото-текстовой работе Симпсон 1989 года Untitled (2 Necklines) показаны две идентичные круглые фотографии области шеи темнокожей женщины. Между ними в вертикальном ряду на чёрных прямоугольниках белыми буквами написаны слова: ring, surround, lasso, noose, eye, areola, halo, cuffs, collar, loop. В самом низу на красном фоне размещена фраза: «feel the ground sliding from under you» (с англ. — «почувствуй, как земля уходит у тебя из-под ног»), что очевидно намекает на линчевание, хотя изображения остаются безмятежными, неконфронтационными и элегантными.

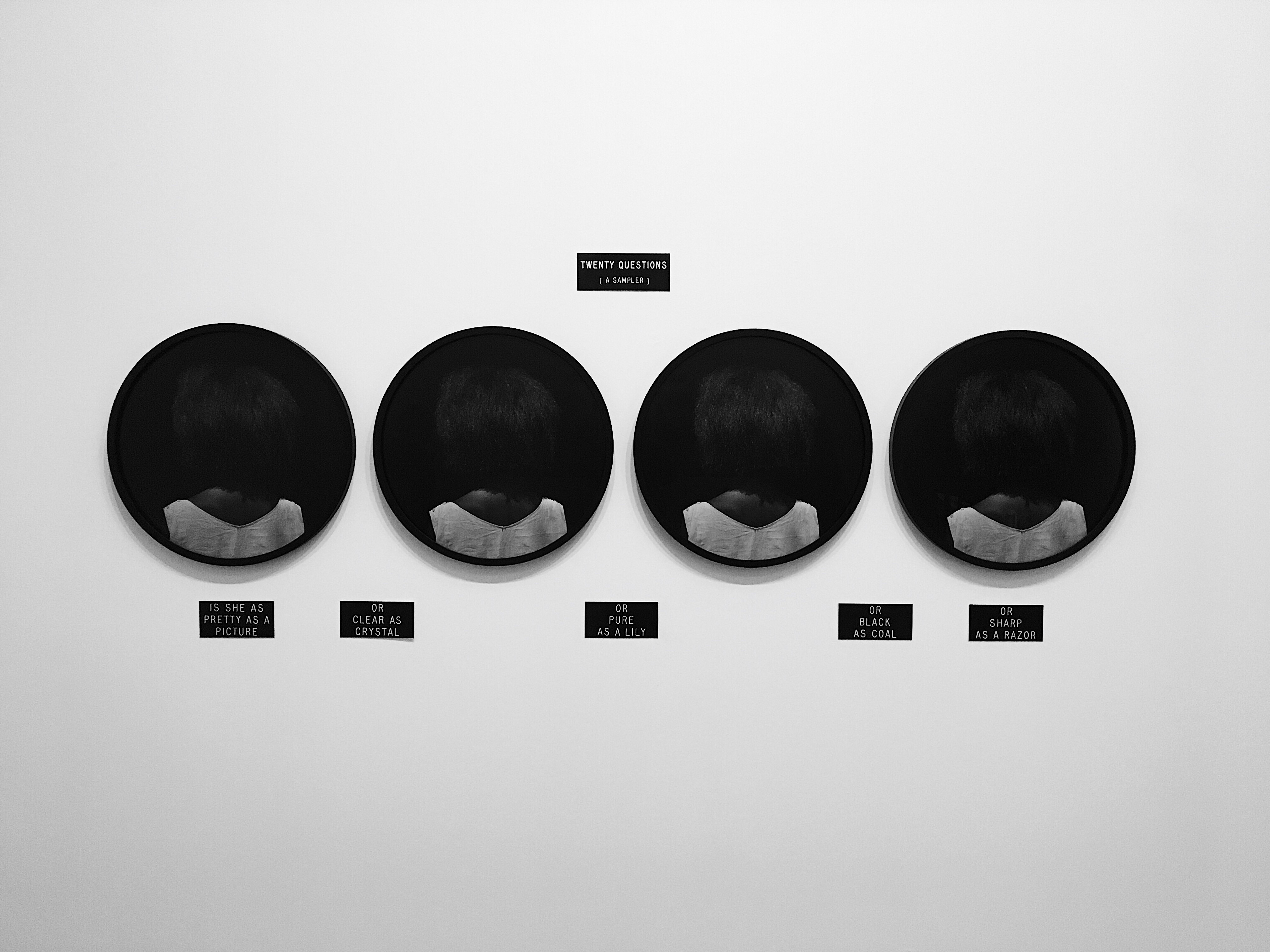
Лорна Симпсон. Twenty Questions (A Sampler), 1986. 4 фотографии, желатиносеребряная фотопечать на бумаге, и 6 пластиковых табличек с гравировкой

В том же году Симпсон создала работу Guarded Conditions, в которой собраны фотографии женщины, сделанные поляроидом. На каждом снимке есть только фрагмент фигуры, собранные вместе они образуют ряд из шести фигур. Взгляд фотографа направлен сзади, при этом в позе модели ощущается опаска возможной враждебности, которую можно предполагать из-за пола и цвета кожи. Под фотографиями написаны слова, усиливающие чувство уязвимости. Фрагментация и сериализация фигуры разрушает и отрицает целостность и индивидуальность тела. Пытаясь понять произведение, зритель провоцирует столкновение с историями темнокожих женщин. Многие критики связывают эту работу с аукционом рабов, как напоминание о том, что темнокожие «порабощённые женщины были удалены из круга человеческих страданий, чтобы они могли стать обращающимися объектами сексуального и денежного обмена». У этих женщин не было другого выбора, кроме как стоять на аукционном блоке и выставлять себя на продажу. Они становятся объектом, предметом, который Симпсон часто делает центром своей работы.
Хотя работы Симпсон часто основаны на собственных переживаниях, долгое время она не создавала автопортретов. В 2009 году появилась серия 1957—2009, которая включала в себя чёрно-белые фотографии с изображением «молодых афроамериканок в стиле пинап» 1957 года с противопоставлением им автопортретов, на которых Симпсон воспроизводила фон и позу модели в контексте сегодняшнего дня.
В своих произведениях Симпсон часто изображала чернокожих женщин и добавляла к изображениям текст, чтобы выразить отношение современного общества к вопросам расовой, этнической и половой принадлежности. Во многих работах лица моделей затемнены, что вызывает нежелание их рассматривать. «Повёрнутые фигуры» использовались не только для «отказа от рассматривания», но и для «отказа в любом предполагаемом доступе к личности изображённой женщины, а также для разрушения как попыток классификации, так и эмоциональной проекции, обычно сопровождающих восприятие фотографического портрета чернокожего человека». Также высказывалось предположение, что такое изображение фигур «соответствовало способу восприятия поколением 1980—1990-х годов фотографической репрезентации». Благодаря повторяющемуся использованию одного и того же портрета в сочетании с графическим текстом, «антипортреты» Симпсон осмысливались как научная классификация культурных ассоциаций с чернокожими телами.
Симпсон добавляла к своим работам звуковые элементы, создавая многослойность и подбирая нужный тон и настроение композиции. В видеоинсталляции Corridor, в которой в одном кадре сопоставлялись хозяйка дома из 1960 года и служанка из 1860 года, музыка использовалась для создания «интересного визуального слияния двух периодов времени». Музыка иногда убаюкивающая, иногда резкая, пугающая и тревожная, что соотносится с нарративом. В фотографиях и фильмах Симпсон часто использовала нарративы с неопределённым окончанием, желая спровоцировать на предположения. Так сделано и в работе Corridor, где «на самом деле ничего не происходит, это просто женщина в повседневной обстановке». Но проявляющаяся «текстура» начинает рассказывать зрителям о том, что может происходить, заставляет задавать вопросы «что отсутствует на картинке» и «что пытается быть переданным». Все эти вопросы начинают создавать условия, «временные рамки» или «период времени», побуждающие зрителя создать, представить или придумать повествование и уяснить, что «эти люди живут в определённый период времени, имеющий политическую значимость». Затем зритель может переосмыслить эту политическую обстановку, переложив её на наши дни, он может найти ассоциации с собственным политическим климатом. В случае с Corridor повседневная жизнь женщин и настроение мрачности и одиночество, вызываемое видеорядом, имеют больше подобия, чем можно ожидать. Симпсон снова рассматривает идентичность, а также учитывает прошлое и влияние прошлого на настоящее. Симпсон исследует расу и класс, «американскую идентичность и конструкции расы».

## Личная жизнь
В настоящее время живёт и работает в Бруклине. С 2007 по 2018 год была замужем за художником Джеймсом Кейсбиром. У них есть дочь, художница и блогерша Зора Кейсбир.

## Награды и премии
- 1985 — стипендия Национального фонда искусств (США)[5]
- 1987 — премия Workspace Grant, Ямайский центр искусств[44]
- 1989 — место в совете директоров Artists Space[англ.] (Нью-Йорк)
- 1990 — премия фонда Луиса-Комфорта Тиффани (Нью-Йорк)
- 1994 — премия за выдающуюся работу, Американская ассоциация искусствоведов[англ.] (Нью-Йорк)[45]
- 1997 — грант Центра искусств Векснера[англ.] (Колумбус, штат Огайо)
- 1998 — премия Hugo Boss Prize[англ.] 1998, Фонд Гуггенхейма (Нью-Йорк)
- 2001 — премия Музея американского искусства Уитни от Cartier и Фонда современного искусства Картье (Нью-Йорк)
- 2003 — грант Фонда Кристиана Джонсона, Колгейтский университет (Гамильтон[англ.], штат Нью-Йорк)
- 2014 — шорт-лист премии Deutsche Börse Photography Prize[англ.][46]
- 2018 — премия SMFA Medal Award, Школа Бостонского музея изящных искусств (Бостон, штат Массачусетс)[47]
- 2019 — медаль Пола Гетти (вместе с Мэри Бирд и Эдом Рушеем)[48]

## Избранные работы
- Stereo Styles[англ.]. 1988. 10 моментальных фотоснимков, размещённых на гравированном пластике. Частная коллекция.
- Back. 1991. 2 цветных поляроидных снимка и 3 пластиковых таблички[36].
- Counting. 1991. Фотогравюра и отпечаток. Институт искусств Миннеаполиса[англ.][49].
- Five Day Forecast. 1991. 5 фотографий, желатиносеребряная фотопечать на бумаге, 15 табличек с гравировкой. Tate Modern, Лондон[50].
- Untitled (What should fit here…). 1993. Фотогравюра, печать, акварель. Институт искусств Миннеаполиса[51].
- lll (Three Wishbones in a Wood Box). 1994. Деревянная коробка с тремя вилочками из керамики, резины и бронзы, вставленными в две войлочную основу. Институт искусств Миннеаполиса[52].
- The Waterbearer. 1996. Серебряная печать[45].
- Wigs (Portfolio). 1994. Портфолио из 21 литографии по войлоку с 17 текстовыми табличками. Музей современного искусства (Нью-Йорк)[53].
- Gestures/Reenactments. 1985. 6 фотографий темнокожего мужчины в белой одежде с подписями снизу[37].

## Избранные персональные выставки
- Lorna Simpson: Projects 23, Museum of Modern Art, New York, 1990
- Lorna Simpson, For the Sake of the Viewer, Museum of Contemporary Art Chicago; Contemporary Art Museum Honolulu; Contemporary Arts Center, Cincinnati; Henry Art Gallery, University of Washington. Seattle; Studio Museum in Harlem, New York, 1992—1994
- Lorna Simpson: Recent Work, John Berggruen Galley, San Francisco, 1993
- Works by Lorna Simpson, Contemporary Arts Museum Houston, 1993
- Wigs, Музей фотоискусства[англ.], San Diego, 1994
- Lorna Simpson: New Works, Rhono Hoffman Gallery, Chicago, 1994
- Standing in the Water, Whitney Museum of American Art at Phillip Morris, New York; Fabric Workshop, Philadelphia, 1994
- Lorna Simpson: Wigs, Albrecht Kemper Museum of Art, Saint Joseph, MO, 1996
- Lorna Simpson: New Work Series, Miami Art Museum, 1997
- Lorna Simpson: Interior/Exterior, Full/Empty, Wexner Center for the Arts, Ohio State University, Columbus, 1997—1998
- Lorna Simpson: Call Waiting, Art Gallery of Ontario, Toronto, 1998
- Scenarios: Recent Works by Lorna Simpson, Addison Gallery of American Art, Andover, MA; Walker Art Center, Minneapolis; University of Michigan Museum of Art, Ann Arbor; National Museum of Women in the Arts, Washington, DC; Sean Kelly Gallery, New York, 1991—2001
- CCA Kitakyushu Project Gallery, Kitakyushu, Japan, 2000
- Lorna Simpson: Easy to Remember, Weatherspoon Art Museum, University of North Carolina, Greensboro, 2002
- Lorna Simpson: Cameos and Appearances, Whitney Museum of American Art, 2002[54]
- Consejo Nacional Para la Cultura y las Artes, Mexico City, 2003
- Compostela: Lorna Simpson, Centro Galego de Arte Contemporanea, Santiago de Compostela, Spain, 2004
- Lorna Simpson, Corridor, Wohnmaschine, Berlin, 2004
- Lorna Simpson: 31, Prefix Institute of Contemporary Art, Toronto, 2005
- Lorna Simpson, organized by American Federation of the Arts; Museum of Contemporary Art, Los Angeles; Miami Art Museum; Whitney Museum of American Art, New York; Kalamazoo Institute of Art, Kalamazoo, MI; Gibbes Museum, Charlestown, SC, 2006—2007[45]
- 30 Americans, the Rubell Family Collection, Miami, North Carolina Museum of Art, Corcoran Gallery of Art, Chrysler Museum of Art, Milwaukee Art Museum, Frist Center for the Visual Arts, Contemporary Arts Center (New Orleans), Arkansas Arts Center, Detroit Institute of Arts, Cincinnati Art Museum, and Tacoma Art Museum, 2008[55][56][57].
- Lorna Simpson: Momentum, Salon 94 Bowery, New York, 2011[58].
- Lorna Simpson: Gathered, The Elizabeth A. Sackler Center for Feminist Art at the Brooklyn Museum, 2011[59].
- Lorna Simpson, organized by the Foundation for the Exhibition of Photography, Minneapolis and Lausanne, Switzerland; Galerie nationale du Jeu de Paume, Paris; Haus der Kunst, Munich; Addison Gallery of American Art, Andover, MA, 2013 (The first European retrospective of Simpson’s work in 2013, which traveled to the Baltic Centre for Contemporary Art in 2014)[19][20].

## Публикации
- Simon, Joan. "Lorna Simpson." New York: Prestel Publishing, 2013. Print.
- Als, Hilton. Lorna Simpson: Works on Paper (англ.).
- Momin, Shamim. Lorna Simpson (англ.).
- Simpson, Lorna. Lorna Simpson (англ.).
- Simpson, Lorna. Lorna Simpson: for the sake of the viewer (англ.).
- Rogers-Lafferty, Sarah. Lorna Simpson: interior/exterior, full/empty (англ.).
- Gili, Marta. Lorna Simpson (англ.). — 1960.
- Jones, Kellie. Lorna Simpson (англ.). — 2002.
- Simpson, Lorna. Compostela: Lorna Simpson: Centro Galego de Arte Contemporánea, 5 marzo - 30 maio 2004, Santiago de Compostela (исп.).